# Esteve III d'Ibèria
Esteve o Stephanos III d'Ibèria (en georgià სტეფანოზ III, Step'anoz III ; mort l'any 786) fou un príncep de Javakètia i Calarzene i un príncep-primat d'Ibèria del 780 a 786.

## Biografia
Fill de Gouaram IV (Gourgen II), príncep de Javakètia i Calarzene, era el net de Guaram III d'Ibèria. Últim representant de la dinastia anomenada « guaràmida », va succeir al seu pare com príncep de Javakètia i de Calarzene en una data desconeguda.
Quan el 779/780 el seu oncle matern Narses d'Ibèria de la dinastia dels Nersiànides es va veure obligat a fugir amb la seva esposa i els seus fills en principi al país dels khàzars i tot seguit al país dels abkhazis, els àrabs el van nomenar príncep-primat d'Ibèria sota la sobirania del Califa.
Esteve III podria ser el « jove príncep » del qual l'historiador armeni Ghevond evoca el martiri l'any 786 sota el regnat del califa Musa al Hadj (al-Hadi).
Segons Cyril Toumanoff, el títol de « príncep–primat » d'Ibèria va desaparèixer amb ell. I no es va restablir més que en benefici d'Asoci I d'Ibèria, el bagràtida reconegut curopalata i príncep dels georgians l'any 813.

## Hipòtesi
Christian Settipani estima que Stephanos III hauria tingut com successor immediat un príncep P'ilipé (« Felip ») que, d'acord al seu nom, seria (segons ell) un príncep de la casa armènia dels siúnides i del qual la successió hauria passat vers el 800 a Adarnases I de Tao, cosí o nebot per la seva mare de Stephanos III i pare d'Asoci I.